# بلدية كيكافا
بلدية كيكافا هي بلدية في لاتفيا، بلغ عدد سكانها 22٬639  نسمة، في 2017، عاصمتها Ķekava ‏.

## الموقع
تشترك في الحدود مع:
- ريغا
- بلدية كغومس
- بلدية إكشجيله
- بلدية بالدون
- بلدية أولاين
- بلدية أوزولنيكي
- بلدية سالاسبيلز.

## التقسيمات الإدارية
- Ķekava Parish [الإنجليزية]‏
- Daugmale Parish [الإنجليزية]‏
- بالوجي.